# مجانين بالوراثة (فلم)
مجانين بالوراثة هو فيلم كوميدي مصري من إخراج نيازي مصطفى  وبطولة محمد عوض، ماجدة الخطيب، محمود المليجي، نبيلة عبيد وخيرية أحمد، صدر الفيلم في 8 ديسمبر 1975.

## نبذة
ينشر جعفر بك إعلانًا عن مكافأة مالية للفرماوي الذي خدم في شركته وكان مثالا للنزاهة والأمانة، أو لأحد أبنائه ممن يحمل اسمه، يتقدم أربعة أشخاص يحملون نفس الاسم، أحدهم ابن بلد، وآخر معتوه، وثالث نصاب، ورابع رسام، ويشترط جعفر بك على هؤلاء أن يكون من نصيب المكافأة، الأعزب منهم، كي يزوجه ابنته ليلى

## طاقم العمل
- محمد عوض بدور نبيه/مختار/النص/الشاب المايع
- ماجدة الخطيب بدور ليلى
- محمود المليجي بدور جعفر سالم
- نبيلة عبيد بدور نانو
- خيرية أحمد بدور فهيمة

## وصلات خارجية
- مقالات تستعمل روابط فنية بلا صلة مع ويكي بيانات